# Касянчук Роман Олександрович
Роман Олександрович Касянчук (23 квітня 1997, Слов'янськ, Донецька область — 28 березня 2022, Ізюм, Харківська область) — солдат Збройних Сил України, учасник російсько-української війни, що загинув у ході російського вторгнення в Україну в 2022 році.

## Життєпис
Роман Касянчук народився 23 квітня 1997 року в Слов'янську Краматорського району на Донеччині. Після закінчення загальноосвітньої школи працював автокранівником, любив рибалити та грати на гітарі. Наприкінці 2021 року розпочав службу за контрактом у Збройних силах України. Служив водієм у Десантно-штурмових військах. З початком повномасштабного російського вторгнення в Україну був мобілізований та перебував на передовій. Роман Касянчук загинув 28 березня 2022 року внаслідок артилерійського обстрілу під час виконання завдання поблизу міста Ізюма. Поховали загиблого в селі Рай-Олександрівка Миколаївської ОТГ Краматорського району на рідній Донеччині. Посмертно боєць нагороджений орденом «За мужність» ІІІ ступеня.

## Родина
У загиблого залишилися залишилися дружина Катерина, син Євгеній (нар. 2018) та донька Владислава (нар. 2021).

## Нагороди і вшанування
- Орден «За мужність» III ступеня (2022, посмертно) — за особисту мужність і самовіддані дії, виявлені у захисті державного суверенітету та територіальної цілісності України, вірність військовій присязі[3].
- Почесний громадянин Слов'янська (посмертно).[4]